# Абу'л-Фатах аль-Хасан
Абу'л-Фатах аль-Хасан (араб. أبو الفتوح الحسن بن جعفر; д/н — 1039) — 3-й шаріф Мекки у 994—1039 роках, антихаліф у 1012—1013 роках.

## Життєпис
Походив із династії Джаффаридів (Мусавідів), гілки роду Хасанідів. Один з синів шаріфа Джафара аль-Талаба. Став правителем Мекки у 994 році після смерті старшого брата Іси. Продовжив політику посилення влади в Хіджазі, скориставшись увагою халіфа Аль-Хакіма на Передню Азію.
У 1011 році виступив проти Аль-Хакіма. Причини цього достеменно невідомі, припускають, що це було пов'язано з наказом халіфа у 1005 році проклясти перших Праведних халіфів. 1012 року підтримав повстання бедуїнів-джаррахідів в Палестині. У липні того ж року за підбурюванням Абул-Касіма аль-Хусейна ібн Алі аль-Магрібі, колишнього візира Фатімідського халіфата, він був визнаний халіфом з титулом аль-Рашид бі-ллах («Праведний перед Богом»). Шаріф прибув до Рамли, де розташовувалася резиденція повсталих. Втім у 1013 році в Абу'л-Фатах аль-Хасана закінчилися гроші й він погиркався з бедуїнами. Зрештою повернувся до Мекки, де замирився з Аль-Хакімом.
В подальші роки мирно панував в своїх володіннях. Помер 1039 року. Йому спадкував син Шукр ул-Дін.